# ラーフ・アーハンFC
ラーフ・アーハンFC（英語: Rah Ahan Football Club、ペルシア語: باشگاه فوتبال راه آهن）は、イランの首都テヘランを本拠地とするサッカークラブである。ラーフ・アーハンはペルシア語で鉄道を意味する。

## 歴史
ラーフ・アーハンFCは、1964年にイラン・イスラーム共和国鉄道によって創設されたサッカークラブであり、現在に至るまで同鉄道会社によってクラブ運営がなされている。かつては、同じくテヘランを本拠地とする常勝クラブエステグラルFCに優秀な選手を育成・供給することが多かったが、近年はエステグラルの凋落にともない、エステグラルからラーフ・アーハンに移籍する選手もみられるようになった。
2005-2006年のシーズンでラーフ・アーハンは1部昇格を果たしたが、八百長・未登録選手の出場などの疑惑が高まり、ラーフ・アーハンのせいで1部昇格を果たせなかったクラブ（Sanat Naft）が、自らこそ昇格クラブにふさわしいとリーグに訴えた。そのため、ラーフ・アーハンの1部昇格は一時宙に浮いたが、結果的に昇格が認められた。（ただし、昇格についてリーグは事実上不正があったことを認め、Sanat Naftが2007-2008年シーズンにおいて、前年度の結果にかかわらず1部に昇格させることを認めた。）

## タイトル

### 国内タイトル
なし

### 国際タイトル
なし

## 歴代所属選手
- ラフマン・レザイー
- ホセイン・カエビ